# Танаку (Васлуј)
Танаку (рум. Tanacu) насеље је у Румунији у округу Васлуј у општини Танаку. Oпштина се налази на надморској висини од 211 m.

## Становништво
Према подацима из 2002. године у насељу је живело 6014 становника, од којих су сви румунске националности.

### Хронологија
| Година       | 1992 | 1993 | 1994 | 1995 | 1996 | 1997 | 1998 | 1999 | 2000 | 2001 | 2002 | 2003 | 2004 | 2005 | 2006 | 2007 | 2008 | 2009 | 2010 | 2011 | 2012 | 2013 | 2014 | 2015 | 2016 | 2017 |
| ------------ | ---- | ---- | ---- | ---- | ---- | ---- | ---- | ---- | ---- | ---- | ---- | ---- | ---- | ---- | ---- | ---- | ---- | ---- | ---- | ---- | ---- | ---- | ---- | ---- | ---- | ---- |
| Становништво | 6106 | 6053 | 6050 | 6029 | 6010 | 6013 | 6057 | 6131 | 6182 | 6212 | 6238 | 6229 | 2679 | 2615 | 2599 | 2556 | 2503 | 2445 | 2350 | 2258 | 2231 | 2185 | 2140 | 2099 | 2057 | 2010 |